# Lisewo (gmina)
Lisewo est une gmina rurale du powiat de Chełmno, Couïavie-Poméranie, dans le centre-nord de la Pologne. Son siège est le village de Lisewo, qui se situe environ 20 km au sud-est de Chełmno et 30 km au nord de Toruń.
La gmina couvre une superficie de 86,2 km2 pour une population de 5 259 habitants.

## Géographie
La gmina est bordée par les gminy de Chlewiska, Przysucha et Wieniawa.